# Palermo eller Wolfsburg
Palermo eller Wolfsburg (tyska: Palermo oder Wolfsburg) är en tysk-schweizisk dramafilm från 1980 i regi av Werner Schroeter.

## Utmärkelser
Filmen vann Guldbjörnen för bästa film 1980.

## Rollista i urval
- Nicola Zarbo - Nicola
- Otto Sander - åklagaren
- Ida Di Benedetto - Giovanna
- Magdalena Montezuma - advokaten
- Johannes Wacker - domaren
- Antonio Orlando - Antonio
- Brigitte Tilg - Brigitte Hahn
- Gisela Hahn - Brigittes mor
- Harry Baer - husägaren
- Ula Stöckl - rådmannen